# Palmodes
Palmodes (лат.) — род роющих ос (Sphecidae), включающий около 20 видов.

## Описание
Осы длиной 1—2 см. Основная окраска чёрная, с красными отметинами на брюшке. У самок первый членик передних лапок с гребнем. Клипеус широкий, плоский, передний край с выемкой и разделён на три доли; усики самцов без плакоидов; вторая субмаргинальная (радиомедиальная) ячейка переднего крыла выше своей ширины; коготки ног с 2 вентральными зубцами. Ловят прямокрылых.

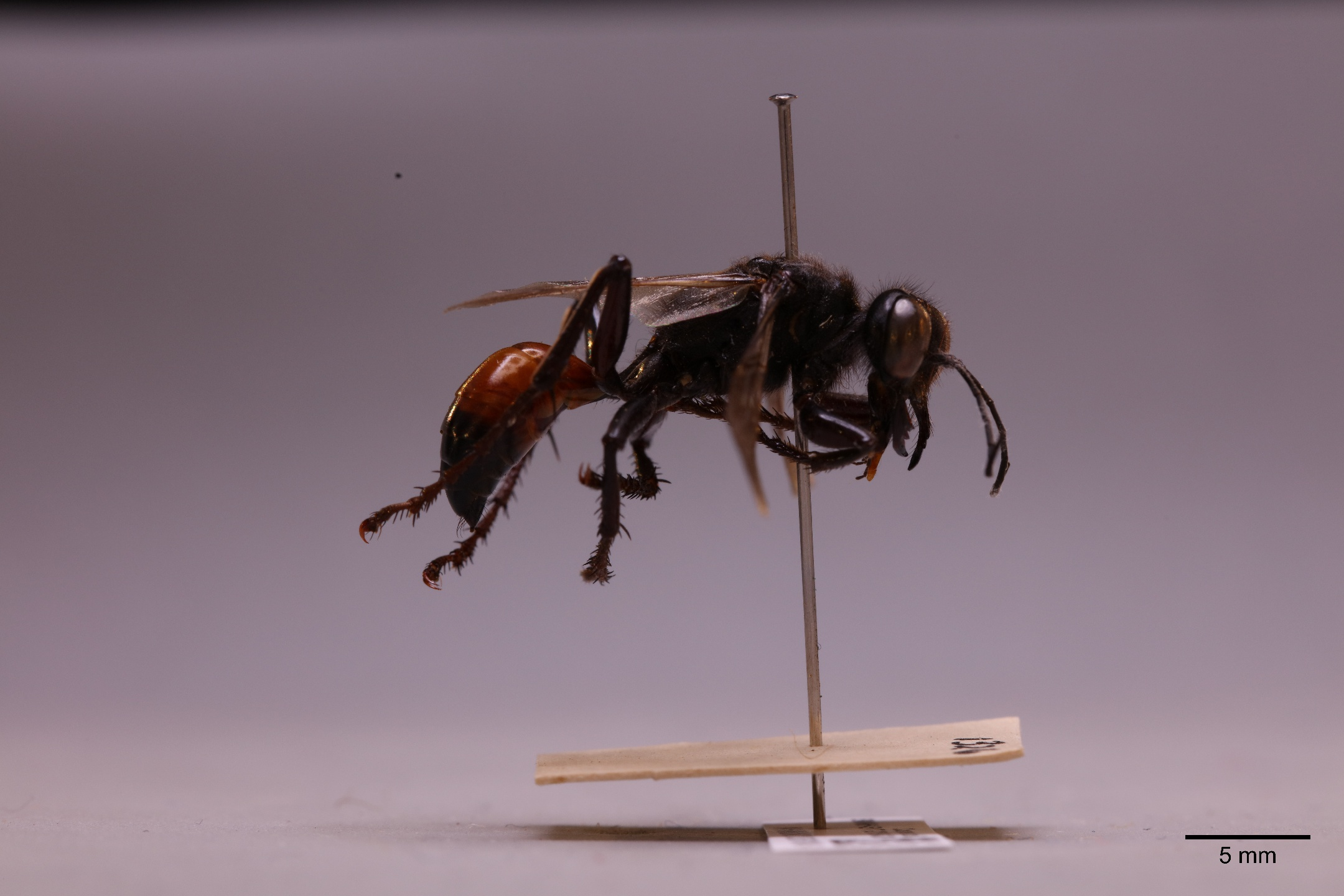

- Palmodes occitanicus

## Распространение
Голарктика. Северная Америка и Евразия.
В Палеарктике 9 видов, в России 4 вида.

## Систематика
Около 20 видов. Род из трибы Prionychini (подсемейство Sphecinae). Сходен с родами Prionyx и Chilosphex. Ранее род Palmodes  рассматривался в качестве подрода в составе рода Sphex.
- Palmodes californicus R. Bohart & Menke, 1961
- Palmodes carbo Bohart & Menke, 1963
- Palmodes dimidiatus (De Geer, 1773)
- Palmodes garamantis (Roth, 1959)
- Palmodes hesperus Bohart & Menke, 1961
- Palmodes hissaricus Danilov, 2020
- Palmodes insularis Bohart & Menke, 1961
- Palmodes laeviventris (Cresson, 1865)
- Palmodes lissus Bohart & Menke, 1961
- Palmodes mandarinius (F. Smith, 1856)
  - = Sphex montanus F. Morawitz, 1889)
- Palmodes melanarius (Mocsáry, 1883)
  - = Sphex pusillus Gussakovskij, 1930)
- Palmodes minor (F. Morawitz, 1890)
  - = Sphex parvulus Roth in de Beaumont, 1967)
- Palmodes occitanicus (Lepeletier de Saint Fargeau et Serville, 1828)typus
  - = Chlorion occitanicum (Lepeletier de Saint Fargeau and Audinet-Serville, 1828)
  - = Sphex occitanicus Lepeletier de Saint Fargeau and Audinet-Serville, 1928
  - = Sphex palmetorum Roth, 1963)
- Palmodes orientalis (Mocsáry, 1883)
- Palmodes pacificus Bohart & Menke, 1961
- Palmodes palmetorum (Roth, 1963)
- Palmodes parvulus (Roth in de Beaumont, 1967)
- Palmodes praestans (Kohl, 1890)
- Palmodes pusillus (Gussakovskij, 1930)
- Palmodes rufiventris
- Palmodes sagax (Kohl, 1890)
- Palmodes strigulosus (A. Costa, 1861)
- Palmodes stygicus Bohart & Menke, 1961